# Alchemilla microscopica
Alchemilla microscopica es una especie de planta del género Alchemilla, perteneciente a la familia Rosaceae.

## Taxonomía
Alchemilla microscopica fue descrita por S. E. Fröhner en 1969.

## Distribución
Se encuentra en el territorio de Irán y Turquía.